# Eliška Pytlounová
Eliška Pytlounová (*červen 2007) je česká zpěvačka, herečka a autokrosařka. Autokrosu se věnuje profesionálně od 2019. V současnosti už čtvrtým rokem reprezentuje ČR na Mistrovství Evropy v tomto sportu.

## Život
Narodila se v červnu 2007. Je mladší sestrou zpěvačky Olgy Lounové.
Od roku 2017 navštěvuje kurzy zpěvu.
Debutovala v roce 2019 s písní „Dneska je pátek“, kterou nazpívala společně se svou sestrou. Píseň má přes 2 700 000 zhlédnutí.
V roce 2020 vydala píseň „Bestie“, která se 30. června 2021 objevila na YouTube a k 13. srpnu 2025 měla 632 459 zhlédnutí.
V roce 2022 nastoupila na hereckou konzervatoř.
V březnu 2024 vydala další píseň, „Nejlepší víkend“, určenou k propagaci autokrosu.